# Корсунь, Матвей Михайлович
Матвей Михайлович Корсунь (16 августа 1901, с. Успеновка, Тургайская область,  Российская империя — 3 сентября 1977,  СССР) — советский военачальник, полковник (1943).

## Биография
Родился 16 августа 1901 года в селе Успеновка, ныне в  Фёдоровском районе Костанайской области.

### Военная служба

#### Гражданская война
1 декабря 1919 года был мобилизован в РККА и направлен в 42-й стрелковый полк 27-й стрелковой дивизии. В начале 1920 года с полком убыл с Восточного фронта на Польский фронт, затем переведен с ним на Северный фронт под Петрозаводск и Мурманск. С августа 1920 года по сентябрь 1921 года учился в полковой школе этого полка, переименованного затем в 380-й. После ее окончания командирован для продолжения учебы на 74-е пехотные командные курсы в г. Петрозаводск. В конце года они влились в 5-е Петергофские пехотные командные курсы.

#### Межвоенные годы
В сентябре 1923 году окончил упомянутые курсы и служил отделенным командиром, помощником командира и командиром взвода в 90-м Уральском стрелковом полку в городе Запорожье. Член ВКП(б) с 1925 года. С августа 1925 года по август 1927 года учился в Киевской объединенной школе командиров им. Главкома С. С. Каменева, затем был назначен в 3-й Туркестанский стрелковый полк 1-й Туркестанской стрелковой дивизии и проходил в нем службу командиром взвода, врид политрука и врид командира 5-й роты, командиром саперно-маскировочного взвода. Неоднократно принимал участие в ликвидации басмачества в Туркмении. В августе — октябре 1929 года находился на курсах «Выстрел», по возвращении в полк (переформирован в горнострелковый) занимал должности командира стрелкового взвода и взвода полковой школы, командира и политрука стрелковой роты. С мая 1933 года служил во 2-м Туркестанском стрелковом полку командиром и политруком учебной роты, врид помощником командира полка по хозяйственной части. В январе 1937 года переведен в 249-й Туркестанский горнострелковый полк в город Ашхабад, где был командиром учебной роты и начальником полковой школы. В октябре принял командование 202-м Туркестанским горнострелковым полком 68-й горнострелковой дивизии, а в декабре был командирован на курсы «Выстрел». После их окончания вернулся в 68-ю горнострелковую дивизию и вступил в командование 100-м горнострелковым полком (г. Мерв).

#### Великая Отечественная война
С началом  войны он продолжал командовать этим полком. 20 декабря 1941 майор  Корсунь назначен заместителем командира 83-й горнострелковой дивизии, а с 19 февраля 1942 года переведен на должность заместителя командира 213-й стрелковой дивизии в городе Катта-Курган. Ее части охраняли границу с Афганистаном в районе Керки — Термез. 2 июня 1942 года подполковник  Корсунь допущен к командованию 87-й отдельной стрелковой бригадой. В ноябре убыл с ней на Северо-Западный фронт. В декабре отстранен от командования «как не справившийся» и зачислен в распоряжение Военного совета фронта, затем 17 января 1943 года назначен командиром 312-го стрелкового полка 26-й стрелковой дивизии. С февраля по июнь находился в госпитале по болезни. После выздоровления назначен заместителем командира 43-й гвардейской Латышской стрелковой дивизии. В течение лета и осени она находилась в резерве 34-й армии, затем Северо-Западного фронта и усиленно занималась боевой подготовкой, производила работы по строительству оборонительных сооружений на реке Ловать. В октябре она была переброшена в район города Торопец и была включена в 22-ю армию 2-го Прибалтийского фронта.
23 января 1944 полковник  Корсунь был допущен к командованию 370-й стрелковой дивизией, которая в составе 3-й ударной армии находилась в обороне в районе Невеля. В марте дивизия была передислоцирована на 1-й Белорусский фронт и включена в состав 69-й армии. С 18 июля она участвовала в Белорусской наступательной операции. Прорвав оборону противника западнее города Ковель, ее части преследовали его вплоть до реки Западный Буг. 20 июля они форсировали реку и содействовали нашим войскам в освобождении польских городов Холм и Люблин. За образцовое выполнение заданий командования в боях при прорыве обороны немцев западнее города Ковель Указом ПВС СССР от 9 августа 1944 года дивизия была награждена орденом Красного Знамени. 30 июля она форсировала реку Висла, перерезала шоссе Пулавы — Радом и перешла к обороне. 18 августа 1944 года «за пассивность, отсутствие требовательности и неумение руководить боем»  Корсунь был отстранен от должности и зачислен в распоряжение Военного совета 1-го Белорусского фронта, затем 18 октября назначен командиром 29-го полка резерва офицерского состава фронта и в этой должности находился до конца войны.
За время войны комдив Корсунь  был  один  раз персонально упомянут в благодарственных в приказах Верховного Главнокомандующего.

#### Послевоенное время
После войны с октября 1945 года  командовал 102-й гвардейской стрелковой Новгородско-Померанской Краснознаменной орденов Суворова и Красной Звезды дивизией в ГСОВГ. В феврале 1946 года по оргмероприятиям освобожден от должности и затем состоял в распоряжении Военного совета Воронежского ВО и ГУК НКО. 17 апреля 1946 года гвардии полковник  Корсунь уволен в запас.

## Награды
- орден Ленина (30.04.1945)[5][6]
- два ордена Красного Знамени (18.10.1943[7], 03.11.1944[6][8])
- орден Александра Невского (03.06.1945)[9]
  - медали в том числе:
  - «XX лет Рабоче-Крестьянской Красной Армии» (1938)[7]
  - «За победу над Германией в Великой Отечественной войне 1941—1945 гг.» (1945)
  - Медаль «Ветеран Вооружённых Сил СССР» (1976)

Приказы (благодарности) Верховного Главнокомандующего в которых отмечен М. М. Корсунь.
- За овладение штурмом городом и крупным железнодорожным узлом Хелм (Холм) – важным опорным пунктом обороны немцев на люблинском направлении. 22 июля 1944 года. № 145.